# Stenolophus glacialis
Stenolophus glacialis är en skalbaggsart som beskrevs av Mannerheim. Stenolophus glacialis ingår i släktet Stenolophus och familjen jordlöpare. Inga underarter finns listade i Catalogue of Life.